# Nieuwerhavenpolder
De Nieuwerhavenpolder (ook: Nieuwe-Havenpolder) is een polder ten noorden van Schoondijke, behorende tot de Baarzandepolders.
Het Nieuwerhavense Gat was ontstaan bij de inundatie van 1587 en kwam bij Marollenput in het Zwarte Gat uit.
In 1739 werden in deze zeegeul twee dammen gelegd: Eén bij Scherpbier en één direct ten noorden van Schoondijke, waar nog steeds de Damstraat naar verwijst. Het deel ten oosten van de dam bij Schoondijke was al sterk dichtgeslibd en in 1742 werd aan Willem van Citters en Jacob Hurgronje toestemming verleend tot indijking. Daartoe werd in 1744 aan de oostzijde (nabij het later ontstane Nummer Eén) een 160 m lange dam aangelegd. Tussen Schoondijke en deze oostelijke dam ontstond de Nieuwerhavenpolder, die 137 ha meet.
De langgerekte polder wordt begrensd door de Jongbaarzandedijk, de Middendijk, de Doddenhoek, de Vaartdijk, de Tragel, de Nieuwehavenweg, de Damstraat, de Provincialeweg, de Middendijk en de Dwarsweg.